# Nana Neul
Pour les articles homonymes, voir Nana et Neul.
Nana Neul est une réalisatrice et scénariste allemande.
Elle est surtout connue pour son long métrage Mel et Jenny sorti en 2008.

## Filmographie
| année | film                 | réalisatrice | scénariste | notes           |
| ----- | -------------------- | ------------ | ---------- | --------------- |
| 1998  | Der gelbe Kaiser     | Oui          | Oui        | court métrage   |
| 2002  | Der gemeine Liguster | Oui          | Oui        | court métrage   |
| 2008  | Mel et Jenny         | Oui          | Oui        | long métrage    |
| 2009  | Das Wartezimmer      | Oui          |            | série télévisée |
| 2013  | Stiller Sommer       | Oui          | Oui        | long métrage    |
| 2024  | Fortes têtes         | Oui          |            | téléfilm        |